# Mecodina metagrapta
Mecodina metagrapta är en fjärilsart som beskrevs av George Francis Hampson 1926. Mecodina metagrapta ingår i släktet Mecodina och familjen nattflyn. Inga underarter finns listade i Catalogue of Life.